# Harlan County (album)
Harlan County är den amerikanske singer-songwritern Jim Fords första och enda studioalbum, utgivet i augusti 1969.

## Låtlista
Där inte annat anges är låtarna skrivna av Jim Ford.
| Nr  | Titel                                                           | Längd |
| --- | --------------------------------------------------------------- | ----- |
| 1.  | Harlan County                                                   | 3:32  |
| 2.  | I'm Gonna Make Her Love Me                                      | 3:10  |
| 3.  | Changin' Colors                                                 | 3:19  |
| 4.  | Dr. Handy                                                       | 2:36  |
| 5.  | Love on My Brain                                                | 3:18  |
| 6.  | Long Road Ahead (Bonnie Bramlett, Delaney Bramlett, Carl Radle) | 2:58  |
| 7.  | Under Construction                                              | 1:45  |
| 8.  | Workin My Way to L.A. (Ford, Lolly Vegas)                       | 2:47  |
| 9.  | Spoonful (Willie Dixon)                                         | 2:48  |
| 10. | To Make My Life Beautiful (Alex Harvey)                         | 2:57  |